# دانيال جونز (ملحن)
دانيال جونز (بالإنجليزية: Daniel Johns)‏ هو عازف قيثارة وملحن ومغني وعازف بيانو وكاتب أغاني أسترالي، ولد في 22 أبريل 1979 في نيوكاسل في أستراليا.

## وصلات خارجية
- الموقع الرسمي
- دانيال جونز على موقع IMDb (الإنجليزية)
- دانيال جونز على موقع ميوزك برينز (الإنجليزية)
- دانيال جونز على موقع إن إن دي بي (الإنجليزية)
- دانيال جونز على موقع أول ميوزيك (الإنجليزية)
- دانيال جونز على موقع ديسكوغز (الإنجليزية)
- دانيال جونز على موقع قاعدة بيانات الفيلم (الإنجليزية)